# Jerónimo de Cevallos
Jerónimo de Cevallos (Escalona, 1560-Toledo, 22 de julio de 1641) fue un jurista español.

## Biografía
Nacido en 1560 en Escalona, estudió en las universidades de Valladolid y Salamanca. Trabajó como abogado en Toledo, donde se casó y fue nombrado regidor del Ayuntamiento, y en su villa natal. Cevallos, que llegó a publicar cinco libros, fue el autor de la conocida obra sobre el Derecho titulada Speculum practicarum et variarum quaestionum opinionum communium contra communes, publicada en 1599.
Cevallos es el autor de uno de los tratados de ciencia política más influyentes del reinado de Felipe IV, el Arte real para el buen govierno de los reyes y príncipes y de sus vasallos. Resulta altamente sugerente la coincidencia entre las ideas del Conde-duque de Olivares, valido de Felipe IV, y las del teórico de la política absolutista, Cevallos, hasta el punto de que la obra parece un anteproyecto, en muchos puntos, del programa de reformas que adoptó Olivares. El libro circuló probablemente como manuscrito antes de su publicación en 1623. Como en otros casos de obras que son esencialmente tratados de ciencia política, se encuentran en el Arte Real de Cevallos varios capítulos dedicados a temas de política económica. Sin ninguna pretensión de originalidad, Cevallos más bien recoge algunos de los proyectos de política económica de mayor interés ya formulados con anterioridad.
Falleció el 22 de julio de 1641 en Toledo.
Fue inmortalizado por El Greco en el retrato homónimo. De acuerdo a varias fuentes, se sabe que fue amigo y protector de Jorge Manuel, hijo del pintor.